# BitComet
BitComet là một trình khách BitTorrent được viết bằng ngôn ngữ lập trình C++, chỉ chạy trên hệ điều hành Windows.

## Tổng quan
BitComet là phần mềm chia sẻ tệp đồng đẳng miễn phí, tương thích hoàn toàn với giao thức BitTorrent, một giao thức chia sẻ tệp đồng đẳng phổ biến nhất hiện nay được thiết kế để phân phối các tệp có kích thước rất lớn với tốc độ tải về cao. BitComet hỗ trợ tải về đồng thời, tải về theo thứ tự hàng đợi, lựa chọn một tệp xác định trong tệp torrent để tải về, phục hồi lỗi nhanh, DHT, giao thức mã hóa gói tin, trò chuyện cùng máy đồng đẳng khác, bộ nhớ đệm, giới hạn tốc độ tải, ánh xạ cổng, tráo đổi máy đồng đẳng (tiếng Anh: peer exchange - PEX), UDP, truy cập Internet gián tiếp (tiếng Anh: proxy), lọc IP, v.v...
BitComet cung cấp cửa sổ trình duyệt Internet Explorer nhúng trong chương trình giúp cho việc tìm kiếm tệp torrent dễ dàng và thuận tiện hơn. Chương trình còn có một danh sách các trang web cung cấp tệp torrent, người dùng có thể chỉnh sửa danh sách này, loại bỏ các trang web không thích và thêm các trang web còn thiếu.

## Lời chỉ trích BitComet DHT
Trong các phiên bản từ 0.59 đến 0.60 BitComet nhận được nhiều lời chỉ trích công khai do tính năng DHT chưa hoàn thiện của nó. DHT là một giao thức cho phép các máy đồng đẳng kết nối trực tiếp với nhau mà không cần thông qua máy theo dõi. Tính năng DHT trong BitComet không tôn trọng sự riêng tư của tệp torrent, nó cho phép người sử dụng DHT không có quyền vào các trang web bí mật có thể tải các tệp torrent của trang web bí mật này nếu một trong các trường hợp sau xảy ra: 
1. Máy theo dõi của trang web bí mật bị sập
2. Lựa chọn Thêm mạng DHT như là một máy theo dõi dự phòng trong chương trình BitComet được hiệu lực
3. Tệp torrent được chia sẻ cho bên ngoài

Điều này cho phép người dùng chưa đăng ký có thể không cần thỏa mãn giới hạn tỉ lệ chia sẻ mà vẫn có thể tải tệp, tỉ lệ chia sẻ là một thông số rất phổ biến trên máy theo dõi, chỉ khi người dùng thỏa mãn giới hạn của tỉ lệ chia sẻ mới được phép tải tệp. Rất nhiều các máy theo dõi bí mật (ví dụ BitSpirit) hiện tại đã cấm tất cả các phiên bản có tính năng DHT vì điểm yếu của tính năng DHT là đối xử không công bằng với các máy đồng đẳng trên máy theo dõi bí mật. Mặc dù điểm yếu DHT của BitComet đã được sửa trong phiên bản 0.61, nhưng tính năng DHT vẫn còn rất nhiều điểm yếu. Vì vậy các phiên bản BitComet hiện nay đều bị cấm trên các máy theo dõi bí mật.
Hai lỗi lớn nhất của tính năng DHT đều đã được sửa trong phiên bản 0.64. Hai lỗi này bao gồm: sửa đổi tệp.xml của tệp .torrent đang tải để không chỉ DHT mà PEX cũng đọc được và lỗi khác là gắn giá trị mạng DHT vào trong danh sách máy theo dõi trong phần thuộc tính của tệp .torrent
Khe tải lên của BitComet được biết là không hoạt động. BitComet cũng bị chỉ trích là không đối xử đẹp với máy đồng đẳng khác trong việc tải lên, báo cáo định kỳ với máy theo dõi, bỏ qua các yêu cầu gói tin, và rất nhiều các kỹ thuật đối xử không đẹp khác.